# Tania Pérez Torres
Tania Pérez Torres (ur. 3 listopada 1991 w Barcelonie) – hiszpańska koszykarka występująca na pozycji niskiej skrzydłowej, aktualnie zawodniczka Ślęzy Wrocław.
3 sierpnia 2017 została zawodniczką Ślęzy Wrocław.

## Osiągnięcia
Stan na 4 sierpnia 2017, na podstawie, o ile nie zaznaczono inaczej.
Drużynowe
- Mistrzyni III ligi hiszpańskiej (2010 – awans do II ligi)
- Wicemistrzyni:
  - Argentyny (2015)[4]
  - Katalonii (2009, 2015)
  - Hiszpanii U–18 (2008)
  - Katalonii U–18 (2008)
- Zwyciężczyni turnieju w Trutnovie (2017)[5]

Indywidualne
(* nagrody przyznane przez portale eurobasket.com, latinbasket.com)
- Zaliczona do III składu ligi argentyńskiej (2015)*[4]

Reprezentacja
- Mistrzyni Europy U–20 (2011)